# 2016年夏季殘疾人奧林匹克運動會中國澳門代表團
澳門代表團於2016年9月7日至18日以「中國澳門」的名義前往巴西里約熱內盧參加第15屆夏季帕拉林匹克運動會；這是澳門自1988年首次參加夏季殘奧會以來，第八次在夏季殘奧會亮相。獲選參加殘奧會的選手是18歲的泳手陳裕嘉，國際帕拉林匹克委員會在2016年8月准許他以外卡身分獲得殘奧會的參賽資格。結果他以第17名的成績完成S14級200米自由泳賽事，並以第19名的成績完成SM14級200米個人混合泳賽事，未能贏得獎牌。

## 背景
澳門本來是葡萄牙殖民地，在1988年首次派出選手參加在韩国漢城舉行的夏季殘奧會，1999年回歸中國，成立特別行政區後改以「中國澳門」名義參加國際體育賽事。由於澳門的地區奧林匹克委員會尚未得到国际奥林匹克委员会的承認，所以澳門不可以自行組隊參加奥林匹克运动会，不過澳門可以自行組隊參加亞洲運動會等體育賽事。澳門自1988年起已經連續參加了8屆夏季殘奧會，但是他們既沒有參加過冬季殘奧會，也沒有在殘奧會獲得任何獎牌。來自159個國家和地區，以及難民代表團的4,328名選手在2016年9月7日至18日前往巴西里約熱內盧參加第15屆夏季殘奧會，其中中國澳門殘疾人奧委會暨傷殘人士文娛暨體育總會派出三人代表團代表澳門參加本次殘奧會，團員包括團長張貴洪、教練蕭宇寧和泳手陳裕嘉，陳裕嘉也是中國澳門代表團的持旗手。在2012年代表澳門參加殘奧會的輪椅劍擊手劉燕儀因為在訓練期間跌斷手臂而無法成行。

## 運動員

### 游泳

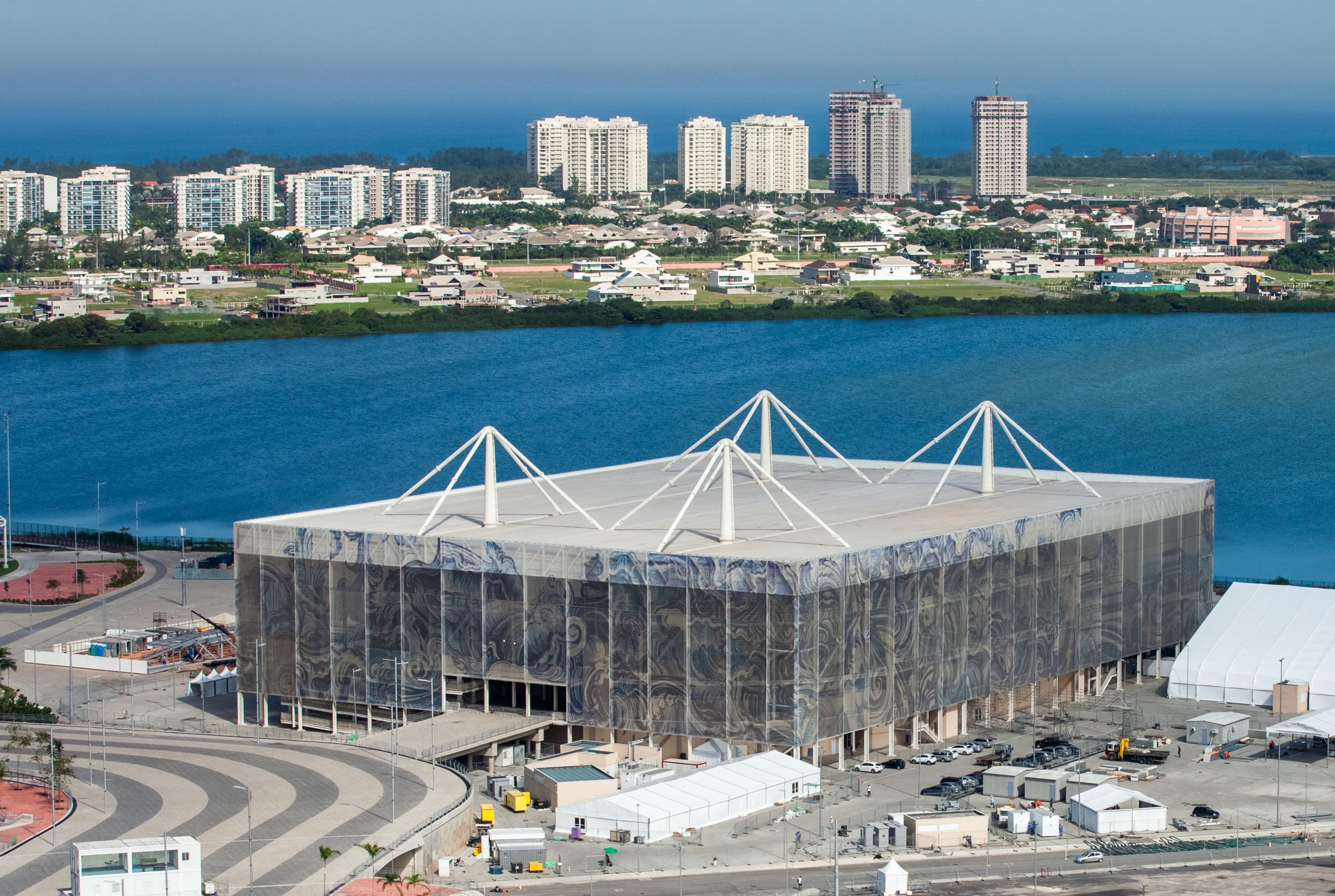
陳裕嘉在奧林匹克水上運動中心參加S14級200米自由泳及SM14級200米個人混合泳預賽

當時18歲的陳裕嘉是一位智障運動員，屬於S14級，這是他繼2014年前往南韓仁川參加亚洲残疾人运动会之後，第二次參加大型國際體育賽事。他在2016年8月獲得國際帕拉林匹克委員會的外卡邀請，取得里約殘奧會的參賽資格。他在9月11日參加S14級200米自由泳賽事的第二場預賽，最終以2分12.11秒的成績完成賽事，位列小組第6名（也是最後一名），卻刷新了個人最佳紀錄。以總成績而言，陳裕嘉排第17位，敬陪末席，無緣晉級決賽，因為決賽名額只會留給預賽表現最好的8名選手。六天後，陳裕嘉參加了SM14級200米個人混合泳賽事的第二場預賽，和另外6名選手較量，最終以2分32.26秒的成績完成賽事，位列小組第6名，同樣創造出個人最佳紀錄。以總成績而言，陳裕嘉排第19位，未能躋身8強，於小組賽止步。
男子
| 運動員 | 項目                  | 預賽    | 預賽 | 決賽     | 決賽     |
| 運動員 | 項目                  | 時間    | 排名 | 時間     | 排名     |
| ------ | --------------------- | ------- | ---- | -------- | -------- |
| 陳裕嘉 | S14級200米自由泳      | 2:12.11 | 17   | 未能晉級 | 未能晉級 |
| 陳裕嘉 | SM14級200米個人混合泳 | 2:32.26 | 19   | 未能晉級 | 未能晉級 |